# 中國長臂管轄
中國長臂管轄，又稱中國長臂執法，是中華人民共和國政府將中國統治權延伸到境外，進入其他國家領土，或是直接管制其他國家國民的現象。中國長臂管轄主要是以行政手段執行，少部份有中國法律支持。其執行目標可以是中國政府認為與中國利益相關的任何事物，其對象可以擴大到所有中國政府想管轄的對象，無論是否擁有中國國籍，執行範圍超越中國領土，可以擴張到全球各國領土中。其執行機關，可能透過中國人民解放軍，中國省市公安人員，中國駐外大使館，或是在當地的中國代理人來運作。這個作法破壞了其他國家的主權，經常違反國際法與國際外交慣例，但是當事國可能因為外交政策等考量而默許。

## 概論
長臂管轄權（英語：long-arm jurisdiction）是一個來自美國民事訴訟的法律術語，原意是指在特定情況下，州法院把管轄權合法的延伸到州境之外，對居住在州境外的被告發出傳票，要求到法院說明。在中華人民共和國所說的「長臂管轄」，在英美法中，是域外管轄權的意思，是將法律審判權延伸到國家領土範圍之外的情況。中華人民共和國經常指責美國法院把管轄權擴張到國外，把美國法律應用在中國人身上，將這種情況稱為「長臂管轄」。
中國長臂管轄的一個例子是中國各省市公安在海外其他國家設立的海外警務站。根據中國說法，這些警務站只是為了服務海外華僑華人而成立。根據歐洲保护卫士在2022年發布的報告，中國在全球21個國家中，設立了至少54個海外警務站。這些警務站的雇員多是中國公民或是這些中國公民的海外親屬，他們的工作包括監視中國異議人士，騷擾、跟蹤、監視和敲詐反對中國的外國公民，這些外國公民主要是華裔人士。中國經常經由要脅剝奪這些外國公民留在中國親屬的各項權益，逼迫他們協助中國，或是要脅他們在中國的家屬親屬，逼迫他們「協助勸說」這些海外中國人自願返回中國，接受中國刑事調查。這些警務站皆未獲得當事國的允許成立。
中國長期為非洲、中南美洲、大洋洲與東南亞國家訓練警務人員，提供警務裝備與援助經費。以公安、警務交流的名義，將中國人民解放軍或是中國公安直接派駐到這些國家，在這些國家中執行警察勤務，是中國長臂管轄的另一個例證。

## 中國法源
《香港國安法》的適用範圍，除了香港特別行政區內的犯罪（第36條），也包括包含香港永久性居民以及在香港成立的公司、團體或非法人組織在香港以外的犯罪（第37條）。第38條的範圍則擴及全球，不具有香港特別行政區永久性居民身份的人，在香港特別行政區以外，針對香港特別行政區的犯罪行為，也可以進行管轄。
《中國對外關係法》與《中國反間諜法》規定所有中國企業集團，非政府組織以及中國國民，都有配合政府進行情報工作以及維護中國國家主權的法律責任。並規範所有外國非政府組織，都必須配合中國政府。引起在中國的外國人，擔心中國以此進行長臂管轄。

## 中國長臂管轄情況

### 中國法院管制境外犯法
2015年，一名日本公民在中國上海遭到逮捕。2019年，中國法院以間諜罪將他判刑六年。其判刑根據，是這位日本公民在2012年至2013年間，在日本東京與中國大使館人員見面，討論釣魚台問題。他的身份為日本公民，與中國大使館人員會面的地點在日本東京，但遭到中國法院判刑，將中國法律效力擴大到境外。
2020年，香港警方以違反《香港國家法》罪名起訴六名海外香港人，其中包括香港民主會負責人朱牧民。朱牧民為美國公民，在美國境內，代表非政府組織向美國政府進行遊說，希望美國政府對香港特區施壓，在美國法律下為合法的政治活動。這項起訴違反美國法律，以及聯合國《公民與政治權利國際公約》。

### 中國軍隊與警察在他國境內執法
2011年在中國雲南省成立中老緬泰湄公河聯合巡邏執法指揮部，由中國公安聯合其他四國警察在湄公河流域進行巡邏，中國公安可以直接在這些國家境內執行法律。
2022年中國外交部長王毅訪問索羅門群島。根據外流文件，索羅門群島同意中國派遣中國人民解放軍進駐至索羅門群島，協助當地警察執行警務。
2022年，保護衛士發表報告，中國自2014年發動獵狐行動，強迫海外中國人非自願返回中國。